# Черепишский монастырь
Черепишский монастырь Успения Богородицы (болг. Черепишки манастир «Успение Богородично») — мужской монастырь Врачанской епархии Болгарской православной церкви. Один из самых известных монастырей в Болгарии. Расположен в 29 км юго-восточнее Врацы, на самом берегу реки Искыр. Монастырь находится у подножия величественных скал со множеством высеченных в них пещер.

## История
Основан в годы правления царя Ивана Шишмана (1371—1395). Существует легенда, согласно которой само название святого места происходит от множества костей погибших под предводительством царя Иван Шишмана в битве с турками в конце XIV века.
В конце XVI века болгарский изограф, книжник и строитель храмов Пимен Зографский восстановил монастырь, превратив его в центр книжности и духовной деятельности. В стенах обители в 1612 году было сделано прославленное Черепишское четвероевангелие в серебряном окладе. Активная деятельность по созданию церковной книжности продолжалась и в XVIII веке.
В течение столетий турецкого господства, монастырь несколько раз был сожжён, но всякий раз снова отстраивался.
В 1784 году в скалах над монастырем была построена костница в два этажа, чья часовня посвящена Святому Иоанну Крестителю.
Зверства кирджалий (турецких разбойников) с попустительства властей после окончания Русско-турецкой войны 1787—1791 годов заставили монахов в конце XVIII века временно покинуть монастырь, но в 1802 года он вновь вернулся к жизни.
С 1950 года по 1990 год в Черепишском монастыре располагалась Софийская духовная семинария, так как комплекс семинарских зданий и прилегающая территория были конфискованы коммунистическими властями.
Черепишский монастырь был объявлен памятником культуры национального значения.